# Leyson Séptimo
Pour les articles homonymes, voir Séptimo et El Septimo.
Leyson Séptimo (né le 7 juillet 1985 à Saint-Domingue, République dominicaine) est un lanceur gaucher des Ligues majeures de baseball jouant avec les White Sox de Chicago.

## Carrière
Leyson Séptimo signe son premier contrat professionnel en 2003 avec les Diamondbacks de l'Arizona. Il débute en ligues mineures en 2005. Le 13 juin 2011, Séptimo est laissé au ballottage par les Diamondbacks et réclamé par les White Sox de Chicago. Il poursuit sa progression dans les mineures et atteint finalement le baseball majeur le 29 juin 2012, jouant sa première partie pour les White Sox.